# Ponte da Carvalha

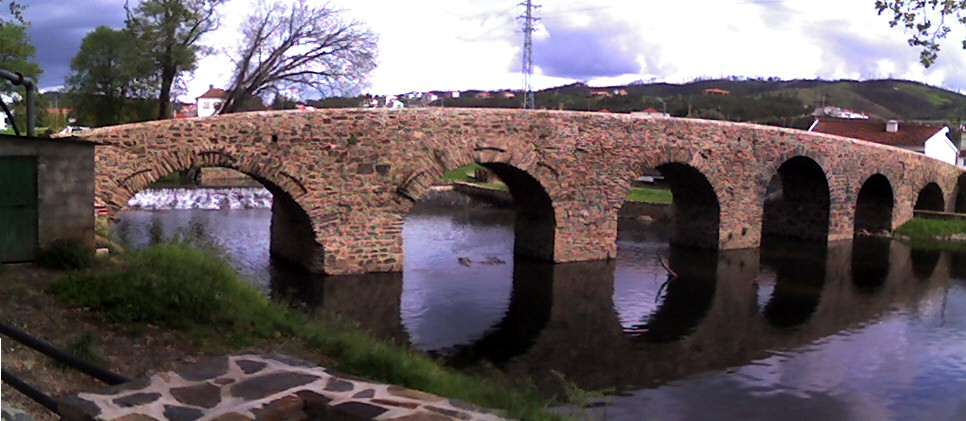
Ponte da Carvalha, Sertã.

A Ponte da Carvalha, também referida como Ponte da Várzea, Ponte Velha e Ponte Romana, localiza-se sobre a ribeira da Sertã, na freguesia e no Município da Sertã, Distrito de Castelo Branco, em Portugal.
Embora referida como "ponte romana", a autêntica ponte romana, de menores dimensões, encontra-se ao lado da ponte filipina.[carece de fontes?]

## História
Trata-se de uma ponte erguida à época da Dinastia Filipina. Segundo Jacinto Manso de Lima, a sua construção teria custado 19.000 réis, mas o padre António Lourenço Farinha contesta este valor e, baseado em documento do Arquivo Nacional da Torre do Tombo, dá conta de que Filipe III de Espanha teria autorizado despesas com esta ponte no montante de 45.800 réis.

## Características
Trata-se de uma ponte de estilo romano, com 64 metros de comprimento, e seis arcos de alvenaria.